# Zimzalabim
Zimzalabim - (англ. 짐살라빔, Jimsallabim) — песня южнокорейской гёрл-руппы Red Velvet. Была выпущена 19 июня 2019 года компанией SM Entertainment. Является ведущим синглом для их мини-альбома The ReVe Festival: Day 1,  Цезарь и Луи, некоторые из авторов песен заявили, что песня была вдохновлена Бейонсе и «I Got a Boy» Girls Generation.

## Музыкальное видео и промоушен
Клип на сингл был выпущен 19 июня 2019 года. В течение 24 часов видео превысило 10 миллионов просмотров на YouTube.
Red Velvet продвигали песню на нескольких музыкальных программах в Южной Корее, включая Show! Music Cvore, Music Bank и Inkigayo.

## Победы
| Журнал   | Лист                                              | Ранг | Ссылка |
| -------- | ------------------------------------------------- | ---- | ------ |
| BuzzFeed | Лучшие музыкальные клипы K-pop 2019 года          | 1    | [ 1 ]  |
| BuzzFeed | 37 лучших K-Pop песен 2019 года по мнению фанатов | 7    | [ 2 ]  |

| Год  | Премия                      | Награда                                          | Результат        | Ссылка |
| ---- | --------------------------- | ------------------------------------------------ | ---------------- | ------ |
| 2019 | Mnet Asian Music Awards     | Лучшее танцевальное выступление (женская группа) | Номинация        | [ 3 ]  |
| 2019 | Mnet Asian Music Awards     | Песня года                                       | В длинном списке | [ 3 ]  |
| 2020 | 9th Gaon Chart Music Awards | Песня года - июнь                                | Номинация        | [ 4 ]  |

| Премия                               | Дата             | ссылка |
| ------------------------------------ | ---------------- | ------ |
| Еженедельная награда за популярность | 1 июля 2019 года | [ 5 ]  |
| Еженедельная награда за популярность | 8 июля 2019 года | [ 5 ]  |

### Музыкальные программы
| Программы        | Телеканал | Дата              | Ссылка |
| ---------------- | --------- | ----------------- | ------ |
| Show Champion    | MBC Music | 26 июня 2019 года | [ 6 ]  |
| M Countdown      | Mnet      | 27 июня 2019 года | [ 7 ]  |
| Music Bank       | KBS       | 28 июня 2019 года | [ 8 ]  |
| Show! Music Core | MBC       | 29 июня 2019      | [ 9 ]  |
| Inkigayo         | SBS       | 30 июня 2019 года | [ 10 ] |

## Чарты
| Чарты (2019)               | Высшая позиция |
| -------------------------- | -------------- |
| Новая Зеландия (RMNZ)      | 39             |
| Южная Корея (Gaon)         | 11             |
| Южная Корея (Kpop Hot 100) | 4              |
| США (Billboard)            | 10             |